# Oreogrammitis katoi
Oreogrammitis katoi är en stensöteväxtart som beskrevs av Barbara S. Parris. Oreogrammitis katoi ingår i släktet Oreogrammitis och familjen Polypodiaceae. Inga underarter finns listade.